# Ilario Castagner
Ilario Castagner (Vittorio Veneto, 18 dicembre 1940 – Perugia, 18 febbraio 2023) è stato un dirigente sportivo, allenatore di calcio e calciatore italiano, di ruolo attaccante.
Legò la sua carriera al Perugia dapprima come calciatore, vincendo la classifica marcatori del campionato di Serie C 1963-1964, e in seguito ancor più come tecnico, rimanendo nella memoria principalmente per la sua prima esperienza sulla panchina umbra, coincisa con la cosiddetta squadra dei miracoli della seconda metà degli anni 70, con cui Castagner vinse il campionato di Serie B 1974-1975, la Coppa Intertoto 1978 e, soprattutto, divenne il primo allenatore nella storia del calcio italiano a terminare imbattuto un campionato di Serie A, quello del 1978-1979, peraltro chiuso al migliore piazzamento della storia biancorossa col secondo posto finale; tornò poi sulla panchina perugina in altre due occasioni, ottenendo la vittoria del campionato di Serie C1 1993-1994 e una promozione in A nella stagione 1997-1998.
In carriera guidò anche blasonati club come la Lazio, il Milan, vincendo con quest'ultimo un altro campionato di Serie B nell'edizione 1982-1983, e l'Inter, con cui raggiunse le semifinali della Coppa UEFA 1984-1985.
Conseguì inoltre la vittoria della Coppa Mitropa 1986-1987 sulla panchina dell'Ascoli.

## Biografia
Durante i trascorsi agonistici a Perugia conobbe la futura moglie Liliana. Stabilitosi nel capoluogo umbro al termine della sua carriera, qui Castagner morì all'età di 82 anni.

## Carriera

### Giocatore

Castagner in allenamento al Perugia nei primi anni 60

Di ruolo centravanti, Castagner debuttò da professionista con la maglia della Reggiana nella stagione 1959-1960, in Serie B, rimasta la massima categoria raggiunta da calciatore.
Scese quindi in Serie C, livello dove proseguì tutto il resto della sua carriera, vestendo per un anno la maglia del Legnano prima di essere notato da Guido Mazzetti, all'epoca allenatore del Parma, che decise di portarlo con sé nella nuova avventura al Perugia, dove Castagner militò per il successivo triennio; nell'ultima stagione in Umbria, 1963-1964, l'attaccante colse il suo migliore risultato personale vincendo con 17 reti la classifica marcatori del girone B della Serie C.
Seguì poi un altro triennio al Prato, prima di chiudere precocemente la carriera sportiva nel 1969, all'età di 28 anni, nelle file del Rimini.

### Allenatore

#### Gli inizi
Già nel 1966, durante l'attività agonistica, frequentò il corso per allenatori. Appena ventottenne, venne chiamato da Corrado Viciani a fargli da vice sulla panchina dell'Atalanta, in Serie A; all'esonero di Viciani, la società bergamasca decise di non privarsi del promettente Castagner, dirottandolo alla guida della squadra giovanile con cui raggiunse le finali scudetto.

#### L'affermazione con ilPerugia dei miracoli
L'esordio sulla panchina di una prima squadra arrivò nell'estate 1974, quando viene richiamato al Perugia dal neopresidente Franco D'Attoma. In quella stessa stagione i grifoni, che da quasi un decennio si barcamenavano in Serie B senza risultati di rilievo, vinsero a sorpresa il campionato anche grazie a fin lì sconosciuti giocatori lanciati dal giovane tecnico, come Renato Curi e Paolo Sollier. L'anno seguente, all'esordio assoluto in Serie A, la matricola biancorossa poteva già vantare un gruppo molto compatto, plasmato dall'allenatore, da un ambiente sereno e da una società solida, grazie anche all'aiuto del direttore sportivo Silvano Ramaccioni.

Castagner (a sinistra), allenatore del Perugia dei miracoli, festeggia con i suoi giocatori dopo la vittoria 1-2 sul campo della Juventus, 22 ottobre 1978

I risultati conseguiti dal Perugia di Castagner di quegli anni, conosciuto anche come la squadra dei miracoli, furono eccezionali per una cosiddetta "provinciale" e, dopo avere anche superato il dramma dell'improvvisa morte del ventiquattrenne Curi, passarono per il primo trofeo internazionale del club, la Coppa d'Estate, e culminarono nel secondo posto raggiunto nella stagione 1978-1979, alle spalle del Milan, coronato dal conseguimento – per la prima volta nella storia del girone unico – del record d'imbattibilità nell'intero campionato (con 11 vittorie e 19 pareggi); primato poi eguagliato solo nel 1991-1992 dai succitati rossoneri e nel 2011-2012 dalla Juventus.
Tale piazzamento finale, a tre lunghezze dalla capolista, rimane il migliore risultato in massima serie nella storia del club umbro e ha valso al tecnico l'assegnazione del premio Seminatore d'oro.

#### La Lazio e le esperienze milanesi
Nel 1980 la vicenda del Totonero coinvolse anche alcuni giocatori perugini e Castagner, voluto dall'allora direttore generale Luciano Moggi, venne ingaggiato dalla Lazio, appena declassata in Serie B proprio in seguito al succitato scandalo. A fine campionato i biancocelesti si classificarono quarti, pareggiando in casa per 1-1, alla penultima giornata, la decisiva gara contro il L.R. Vicenza, mancando così l'ultimo posto utile per la promozione. Nella stagione successiva il tecnico veneto venne esonerato a metà torneo e sostituito da Roberto Clagluna.
Nel 1982 Ramaccioni venne assunto al Milan e chiede subito al presidente Giuseppe Farina di chiamare Castagner per allenare la squadra, che si ritrovava per la seconda volta nella sua storia in serie cadetta: la scelta si rivelò azzeccata poiché i rossoneri vinsero quel campionato, subendo solo tre sconfitte (tra cui la storica partita Milan-Cavese 1-2) e portando alla ribalta giovani futuri campioni quali Alberico Evani e Mauro Tassotti. Nella stagione 1983-1984 il tecnico allenò i meneghini anche in Serie A, venendo tuttavia esonerato a sei giornate dalla fine del torneo, a causa di gravi dissidi con il presidente Farina.

Castagner durante la sua esperienza all'Inter nel campionato 1984-1985

Nell'annata seguente Castagner cambiò quindi squadra ma non città, passando alla guida dell'Inter. Nel torneo che valse lo scudetto al Verona, i nerazzurri si classificarono terzi; contemporaneamente in Europa arrivarono a disputare la semifinale di Coppa UEFA, venendo eliminati dagli spagnoli del Real Madrid, nonostante un ricorso per l'episodio del lancio della biglia in testa a Giuseppe Bergomi. Nella stagione 1985-1986 Castagner venne sostituito dopo un ruolino di 5 vittorie, 3 pareggi e 2 sconfitte.

#### Il ritorno in provincia
Il 10 novembre 1986 venne chiamato da un Ascoli in crisi, con cui pochi giorni dopo vinse subito la Coppa Mitropa; in campionato, partendo da un misero bottino di 8 punti, riuscì inoltre a raggiungere la salvezza a fine stagione. Mantenne la categoria anche nell'annata successiva, mentre all'inizio della stagione 1988-1989, causa una partenza non brillante, venne esonerato.

Castagner (in piedi, primo da destra), allenatore dell'Ascoli, posa con la squadra dopo la vittoria della Coppa Mitropa 1986-1987.

Negli anni seguenti Castagner allenò anche il Pescara, nel 1989-1990, e poi il Pisa, nel 1991-1992, in entrambe le occasioni in Serie B.

#### I ritorni a Perugia e gli ultimi anni
Nel 1993 venne richiamato a Perugia, in Serie C1, dal nuovo presidente Luciano Gaucci per sostituire l'esonerato Walter Novellino in vista dello spareggio-promozione contro l'Acireale: i grifoni vinsero la gara, salvo poi vedersi revocata la Serie B dalla giustizia sportiva per un caso d'illecito. Dodici mesi dopo Castagner stravinse il campionato con 71 punti; il vulcanico Gaucci però decise di sostituirlo comunque per la stagione successiva.
Ancora Gaucci lo richiamò in corsa nel campionato di Serie B 1997-1998, a undici giornate dal termine, per proporgli un'insperata tabella-promozione che il tecnico rispettò oltre ogni più rosea previsione, appaiando il Torino nella quarta e ultima posizione utile per la Serie A: ancora una volta il tecnico si trovò a disputare uno spareggio che vinse ai tiri di rigore, conquistando la seconda promozione in massima categoria con gli umbri.
L'anno seguente, pur contribuendo alla crescita del giovane fantasista giapponese Hidetoshi Nakata, presto entrò nuovamente in rotta con Gaucci e rassegnò le dimissioni dopo venti giornate, decidendo di chiudere definitivamente la carriera di allenatore.

### Dirigente
Dall'agosto 2005 andò a ricoprire le cariche di direttore tecnico e presidente onorario del Perugia, club in fase di ricostruzione dopo il fallimento della gestione Gaucci, sotto la presidenza di Vincenzo Silvestrini. Mantenne i ruoli fino all'ottobre 2006.

### Dopo il ritiro
Già nel 1980, durante l'attività in panchina, fu curatore della trasmissione sportiva A-B Sport Castagner per il circuito televisivo NET (Nuova Emittenza Televisiva). Dalla metà del decennio intraprese l'attività di commentatore televisivo seguendo, tra le altre cose, il campionato del mondo 1986 per TV Koper-Capodistria al fianco di Gianni Cerqueti; quindi dagli anni 90 ne fece la sua professione pressoché a tempo pieno, collaborando con emittenti quali Telemontecarlo, Mediaset Premium e Rai Italia.

## Statistiche

### Presenze e reti nei club
| Stagione        | Squadra         | Campionato      | Campionato | Campionato | Coppe nazionali | Coppe nazionali | Coppe nazionali | Coppe continentali | Coppe continentali | Coppe continentali | Altre coppe | Altre coppe | Altre coppe | Totale | Totale |
| Stagione        | Squadra         | Comp            | Pres       | Reti       | Comp            | Pres            | Reti            | Comp               | Pres               | Reti               | Comp        | Pres        | Reti        | Pres   | Reti   |
| --------------- | --------------- | --------------- | ---------- | ---------- | --------------- | --------------- | --------------- | ------------------ | ------------------ | ------------------ | ----------- | ----------- | ----------- | ------ | ------ |
| 1959-1960       | Reggiana        | B               | 9          | 2          | CI              | ?               | ?               | -                  | -                  | -                  | -           | -           | -           | 9+     | 2+     |
| 1960-1961       | Legnano         | C               | 23         | 5          | -               | -               | -               | -                  | -                  | -                  | -           | -           | -           | 23     | 5      |
| 1961-1962       | Perugia         | C               | ?          | ?          | -               | -               | -               | -                  | -                  | -                  | -           | -           | -           | ?      | ?      |
| 1962-1963       | Perugia         | C               | ?          | ?          | -               | -               | -               | -                  | -                  | -                  | -           | -           | -           | ?      | ?      |
| 1963-1964       | Perugia         | C               | ?          | 17         | -               | -               | -               | -                  | -                  | -                  | -           | -           | -           | ?      | 17     |
| Totale Perugia  | Totale Perugia  | Totale Perugia  | 84         | 33         |                 | -               | -               |                    | -                  | -                  |             | -           | -           | 84+    | 33+    |
| 1964-1965       | Prato           | C               | ?          | ?          | -               | -               | -               | -                  | -                  | -                  | -           | -           | -           | ?      | ?      |
| 1965-1966       | Prato           | C               | ?          | ?          | -               | -               | -               | -                  | -                  | -                  | -           | -           | -           | ?      | ?      |
| 1966-1967       | Prato           | C               | ?          | ?          | -               | -               | -               | -                  | -                  | -                  | -           | -           | -           | ?      | ?      |
| Totale Prato    | Totale Prato    | Totale Prato    | 83         | 17         |                 | -               | -               |                    | -                  | -                  |             | -           | -           | 83+    | 17+    |
| 1967-1968       | Rimini          | C               | ?          | ?          | -               | -               | -               | -                  | -                  | -                  | -           | -           | -           | ?      | ?      |
| 1968-1969       | Rimini          | C               | ?          | ?          | -               | -               | -               | -                  | -                  | -                  | -           | -           | -           | ?      | ?      |
| Totale Rimini   | Totale Rimini   | Totale Rimini   | 51         | 16         |                 | -               | -               |                    | -                  | -                  |             | -           | -           | 51+    | 16+    |
| Totale carriera | Totale carriera | Totale carriera | 250        | 73         |                 | ?               | ?               |                    | -                  | -                  |             | -           | -           | 250+   | 73+    |

### Statistiche da allenatore
In grassetto le competizioni vinte.
| Stagione        | Squadra         | Campionato      | Campionato | Campionato | Campionato | Campionato | Coppe nazionali | Coppe nazionali | Coppe nazionali | Coppe nazionali | Coppe nazionali | Coppe continentali | Coppe continentali | Coppe continentali | Coppe continentali | Coppe continentali | Altre coppe | Altre coppe | Altre coppe | Altre coppe | Altre coppe | Totale | Totale | Totale | Totale | % Vittorie | Piazzamento     |
| Stagione        | Squadra         | Comp            | G          | V          | N          | P          | Comp            | G               | V               | N               | P               | Comp               | G                  | V                  | N                  | P                  | Comp        | G           | V           | N           | P           | G      | V      | N      | P      | %          | Piazzamento     |
| --------------- | --------------- | --------------- | ---------- | ---------- | ---------- | ---------- | --------------- | --------------- | --------------- | --------------- | --------------- | ------------------ | ------------------ | ------------------ | ------------------ | ------------------ | ----------- | ----------- | ----------- | ----------- | ----------- | ------ | ------ | ------ | ------ | ---------- | --------------- |
| 1974-1975       | Perugia         | B               | 38         | 17         | 15         | 6          | CI              | 4               | 1               | 1               | 2               | -                  | -                  | -                  | -                  | -                  | -           | -           | -           | -           | -           | 42     | 18     | 16     | 8      | 42,86      | 1º (prom.)      |
| 1975-1976       | Perugia         | A               | 30         | 10         | 11         | 9          | CI              | 4               | 1               | 2               | 1               | CM                 | 4                  | 1                  | 1                  | 2                  | -           | -           | -           | -           |             | 38     | 12     | 14     | 12     | 31,58      | 8º              |
| 1976-1977       | Perugia         | A               | 30         | 9          | 11         | 10         | CI              | 4               | 2               | 1               | 1               | -                  | -                  | -                  | -                  | -                  | -           | -           | -           | -           | -           | 34     | 11     | 12     | 11     | 32,35      | 6º              |
| 1977-1978       | Perugia         | A               | 30         | 10         | 10         | 10         | CI              | 4               | 2               | 2               | 0               | CM                 | 4                  | 2                  | 1                  | 1                  | CE          | 6           | 4           | 2           | 0           | 44     | 18     | 15     | 11     | 40,91      | 6º              |
| 1978-1979       | Perugia         | A               | 30         | 11         | 19         | 0          | CI              | 6               | 2               | 3               | 1               | -                  | -                  | -                  | -                  | -                  | -           | -           | -           | -           | -           | 36     | 13     | 22     | 1      | 36,11      | 2º              |
| 1979-1980       | Perugia         | A               | 30         | 9          | 12         | 9          | CI              | 4               | 1               | 2               | 1               | CU                 | 4                  | 1                  | 2                  | 1                  | -           | -           | -           | -           | -           | 38     | 11     | 16     | 11     | 28,95      | 9º              |
| 1980-1981       | Lazio           | B               | 38         | 13         | 20         | 5          | CI              | 6               | 3               | 1               | 2               | -                  | -                  | -                  | -                  | -                  | -           | -           | -           | -           | -           | 44     | 16     | 21     | 7      | 36,36      | 4º              |
| 1981-1982       | Lazio           | B               | 19         | 7          | 6          | 6          | CI              | 4               | 0               | 1               | 3               | -                  | -                  | -                  | -                  | -                  | -           | -           | -           | -           | -           | 23     | 7      | 7      | 9      | 30,43      | Eson.           |
| Totale Lazio    | Totale Lazio    | Totale Lazio    | 57         | 20         | 26         | 11         |                 | 10              | 3               | 2               | 5               |                    | -                  | -                  | -                  | -                  |             | -           | -           | -           | -           | 67     | 23     | 28     | 16     | 34,33      |                 |
| 1982-1983       | Milan           | B               | 38         | 19         | 16         | 3          | CI              | 9               | 5               | 3               | 1               | -                  | -                  | -                  | -                  | -                  | -           | -           | -           | -           | -           | 47     | 24     | 19     | 4      | 51,06      | 1º (prom.)      |
| 1983-mar. 1984  | Milan           | A               | 24         | 7          | 11         | 6          | CI              | 7               | 5               | 2               | 0               | -                  | -                  | -                  | -                  | -                  | -           | -           | -           | -           | -           | 31     | 12     | 13     | 6      | 38,71      | Eson.           |
| Totale Milan    | Totale Milan    | Totale Milan    | 62         | 26         | 27         | 9          |                 | 16              | 10              | 5               | 1               |                    | -                  | -                  | -                  | -                  |             | -           | -           | -           | -           | 78     | 36     | 32     | 10     | 46,15      |                 |
| 1984-1985       | Inter           | A               | 30         | 13         | 12         | 5          | CI              | 11              | 7               | 2               | 2               | CU                 | 10                 | 6                  | 0                  | 4                  | -           | -           | -           | -           | -           | 51     | 26     | 14     | 11     | 50,98      | 3º              |
| ago.-nov 1985   | Inter           | A               | 10         | 5          | 3          | 2          | CI              | 5               | 3               | 2               | 0               | CU                 | 4                  | 2                  | 1                  | 1                  | -           | -           | -           | -           | -           | 19     | 10     | 6      | 3      | 52,63      | Eson.           |
| Totale Inter    | Totale Inter    | Totale Inter    | 40         | 18         | 15         | 7          |                 | 16              | 10              | 4               | 2               |                    | 14                 | 8                  | 1                  | 5                  |             | -           | -           | -           | -           | 70     | 36     | 20     | 14     | 51,43      |                 |
| nov. 1986-1987  | Ascoli          | A               | 21         | 5          | 8          | 8          | CI              | 0               | 0               | 0               | 0               | CM                 | 2                  | 2                  | 0                  | 0                  | -           | -           | -           | -           | -           | 23     | 7      | 8      | 8      | 30,43      | Sub. 12º        |
| 1987-1988       | Ascoli          | A               | 30         | 6          | 12         | 12         | CI              | 9               | 3               | 3               | 3               | -                  | -                  | -                  | -                  | -                  | -           | -           | -           | -           | -           | 39     | 9      | 15     | 15     | 23,08      | 12º             |
| ago.-dic. 1988  | Ascoli          | A               | 10         | 2          | 2          | 6          | CI              | 8               | 3               | 5               | 0               | -                  | -                  | -                  | -                  | -                  | -           | -           | -           | -           | -           | 18     | 5      | 7      | 6      | 27,78      | Eson.           |
| Totale Ascoli   | Totale Ascoli   | Totale Ascoli   | 61         | 13         | 22         | 26         |                 | 17              | 6               | 8               | 3               |                    | 2                  | 2                  | 0                  | 0                  |             | -           | -           | -           | -           | 80     | 21     | 30     | 29     | 26,25      |                 |
| ago.-set. 1989  | Pescara         | B               | 5          | 1          | 1          | 3          | CI              | 2               | 1               | 1               | 0               | -                  | -                  | -                  | -                  | -                  | -           | -           | -           | -           | -           | 7      | 2      | 2      | 3      | 28,57      | Eson.           |
| set. 1991-1992  | Pisa            | B               | 35         | 12         | 15         | 8          | CI              | 2               | 1               | 0               | 1               | -                  | -                  | -                  | -                  | -                  | -           | -           | -           | -           | -           | 37     | 13     | 15     | 9      | 35,14      | Sub. 6º         |
| 1993-1994       | Perugia         | C1              | 34         | 20         | 11         | 3          | CI+CI-C         | 3+10            | 2+4             | 0+6             | 1+0             | -                  | -                  | -                  | -                  | -                  | -           | -           | -           | -           | -           | 47     | 26     | 17     | 4      | 55,32      | 1º (prom.)      |
| 1994-mar. 1995  | Perugia         | B               | 25         | 8          | 12         | 5          | CI              | 3               | 2               | 0               | 1               | -                  | -                  | -                  | -                  | -                  | -           | -           | -           | -           | -           | 28     | 10     | 12     | 6      | 35,71      | Eson.           |
| apr.-giu. 1998  | Perugia         | B               | 11+1       | 7+0        | 4+1        | 0+0        | CI              | 0               | 0               | 0               | 0               | -                  | -                  | -                  | -                  | -                  | -           | -           | -           | -           | -           | 12     | 7      | 5      | 0      | 58,33      | Sub. 4º (prom.) |
| 1998-feb. 1999  | Perugia         | A               | 20         | 6          | 4          | 10         | CI              | 2               | 1               | 0               | 1               | -                  | -                  | -                  | -                  | -                  | -           | -           | -           | -           | -           | 22     | 7      | 4      | 11     | 31,82      | Dimis.          |
| Totale Perugia  | Totale Perugia  | Totale Perugia  | 278+1      | 107+0      | 109+1      | 62+0       |                 | 44              | 18              | 17              | 9               |                    | 12                 | 4                  | 4                  | 4                  |             | 6           | 4           | 2           | 0           | 341    | 133    | 133    | 75     | 39,00      |                 |
| Totale carriera | Totale carriera | Totale carriera | 539        | 197        | 216        | 126        |                 | 107             | 49              | 37              | 21              |                    | 28                 | 14                 | 5                  | 9                  |             | 6           | 4           | 2           | 0           | 680    | 264    | 260    | 156    | 38,82      |                 |

## Palmarès

### Giocatore

#### Individuale
- Capocannoniere della Serie C: 1

1963-1964 >(girone B, 17 gol)

### Allenatore

#### Club

##### Competizioni nazionali
- Campionato italiano di Serie B: 2

Perugia: 1974-1975
Milan: 1982-1983
- Campionato italiano Serie C1: 1

Perugia: 1993-1994 (girone B)

##### Competizioni internazionali
- Coppa d'Estate: 1

Perugia: 1978
- Coppa Mitropa: 1

Ascoli: 1986-1987

#### Individuale
- Seminatore d'oro: 2

1974-1975 (Serie B), 1978-1979 (Serie A)